# Comuna Lotașeve, Talne
Lotașeve (în ucraineană Лоташеве) este o comună în raionul Talne, regiunea Cerkasî, Ucraina, formată din satele Lotașeve (reședința) și Pișceana.

## Demografie
Componența lingvistică a comunei Lotașeve
     Ucraineană (97,31%)
     Rusă (1,66%)
     Alte limbi (0,13%)
Conform recensământului din 2001, majoritatea populației comunei Lotașeve era vorbitoare de ucraineană (97,31%), existând în minoritate și vorbitori de rusă (1,66%).